# Diocesi di Manchester (Stati Uniti d'America)
La diocesi di Manchester (in latino: Dioecesis Manchesteriensis) è una sede della Chiesa cattolica negli Stati Uniti d'America suffraganea dell'arcidiocesi di Boston. Nel 2021 contava 332.000 battezzati su 1.364.170 abitanti. È retta dal vescovo Peter Anthony Libasci.

## Territorio
La diocesi comprende l'intero stato del New Hampshire, negli Stati Uniti d'America.
Sede vescovile è la città di Manchester, dove si trova la cattedrale di San Giuseppe (St. Joseph Cathedral).
Il territorio si estende su 24.239 km² ed è suddiviso in 89 parrocchie.

## Storia
La diocesi è stata eretta il 15 aprile 1884 con il breve Quod erat di papa Leone XIII, ricavandone il territorio dalla diocesi di Portland.

## Cronotassi dei vescovi
Si omettono i periodi di sede vacante non superiori ai 2 anni o non storicamente accertati.
- Denis Mary Bradley † (18 aprile 1884 - 13 dicembre 1903 deceduto)
- John Bernard Delany † (18 aprile 1904 - 11 giugno 1906 deceduto)
- George Albert Guertin † (2 gennaio 1907 - 6 agosto 1931 deceduto)
- John Bertram Peterson † (13 maggio 1932 - 15 marzo 1944 deceduto)
- Matthew Francis Brady † (11 novembre 1944 - 20 settembre 1959 deceduto)
- Ernest John Primeau † (27 novembre 1959 - 30 gennaio 1974 dimesso)
- Odore Joseph Gendron † (12 dicembre 1974 - 12 giugno 1990 dimesso)
- Leo Edward O'Neil † (12 giugno 1990 succeduto - 30 novembre 1997 deceduto)
- John Brendan McCormack † (21 luglio 1998 - 19 settembre 2011 ritirato)
- Peter Anthony Libasci, dal 19 settembre 2011

## Statistiche
La diocesi nel 2021 su una popolazione di 1.364.170 persone contava 332.000 battezzati, corrispondenti al 24,3% del totale.
| anno | popolazione | popolazione | popolazione | presbiteri | presbiteri | presbiteri | presbiteri                | diaconi | religiosi | religiosi | parrocchie |
| anno | battezzati  | totale      | %           | numero     | secolari   | regolari   | battezzati per presbitero | diaconi | uomini    | donne     | parrocchie |
| ---- | ----------- | ----------- | ----------- | ---------- | ---------- | ---------- | ------------------------- | ------- | --------- | --------- | ---------- |
| 1950 | 180.159     | 491.524     | 36,7        | 301        | 207        | 94         | 598                       |         | 86        | 1.147     | 102        |
| 1966 | 252.800     | 661.000     | 38,2        | 434        | 280        | 154        | 582                       |         | 263       | 1.609     | 123        |
| 1970 | 260.703     | 659.132     | 39,6        | 367        | 255        | 112        | 710                       |         | 225       | 1.481     | 124        |
| 1976 | 269.775     | 792.000     | 34,1        | 369        | 299        | 70         | 731                       |         | 146       | 1.204     | 129        |
| 1980 | 285.311     | 826.000     | 34,5        | 357        | 276        | 81         | 799                       |         | 137       | 1.155     | 128        |
| 1990 | 296.513     | 1.085.000   | 27,3        | 359        | 262        | 97         | 825                       | 20      | 244       | 986       | 130        |
| 1999 | 330.513     | 1.173.000   | 28,2        | 320        | 243        | 77         | 1.032                     | 25      | 42        | 742       | 131        |
| 2000 | 342.662     | 1.185.000   | 28,9        | 315        | 239        | 76         | 1.087                     | 24      | 116       | 710       | 131        |
| 2001 | 325.674     | 1.201.000   | 27,1        | 315        | 232        | 83         | 1.033                     | 23      | 112       | 688       | 131        |
| 2002 | 336.803     | 1.235.786   | 27,3        | 300        | 238        | 62         | 1.122                     | 25      | 97        | 652       | 131        |
| 2003 | 327.353     | 1.275.000   | 25,7        | 284        | 222        | 62         | 1.152                     | 47      | 96        | 608       | 131        |
| 2004 | 327.353     | 1.275.000   | 25,7        | 285        | 225        | 60         | 1.148                     | 51      | 95        | 621       | 120        |
| 2010 | 309.987     | 1.315.809   | 23,6        | 269        | 207        | 62         | 1.152                     | 52      | 89        | 439       | 98         |
| 2013 | 316.000     | 1.343.000   | 23,5        | 247        | 193        | 54         | 1.279                     | 45      | 81        | 400       | 90         |
| 2016 | 322.258     | 1.326.813   | 24,3        | 215        | 173        | 42         | 1.498                     | 72      | 57        | 348       | 88         |
| 2019 | 330.160     | 1.356.458   | 24,3        | 179        | 141        | 38         | 1.844                     | 74      | 54        | 299       | 89         |
| 2021 | 332.000     | 1.364.170   | 24,3        | 143        | 110        | 33         | 2.321                     | 68      | 48        | 257       | 89         |